# Blasmusikverband Nordrhein-Westfalen
Der Blasmusikverband Nordrhein-Westfalen (BVN) von 1972 ist der Fachverband der Bläser- und Blasmusik in Nordrhein-Westfalen.
Als Landesverband ist er der Bundesvereinigung Deutscher Musikverbände  angeschlossen. Er ist die Interessenvertretung der Mitglieder gegenüber der Landesregierung von Nordrhein-Westfalen und der im Landesmusikrat Nordrhein-Westfalen ansässigen Arbeitsgemeinschaft Laienmusik.

## Zweck, Tätigkeiten
Zweck des Verbands ist die Förderung der Blasmusik, der Bläsermusik und der symphonischen Blasmusik in Nordrhein-Westfalen. Schwerpunkte sind die Förderung die Laienmusik und der Jugendarbeit. Der Verband unterstützt seine Mitgliedsverbände unter Wahrung der in der Satzung festgelegten Gebots der Nichteinmischung in deren Entscheidungskompetenz. Der Verband vertritt ausschließlich gemeinnützige Zwecke.
Bei der GEMA hat der BVN für seine Mitglieder einen Rahmenvertrag für die Regelung der Aufführungsrechte abgeschlossen, wodurch bis zu 3 Konzerte im Jahr gebührenfrei sind. Ein weiterer Rahmenvertrag besteht mit der Künstlersozialkasse (KSK). Der BVN ist als Verband im Landesmusikrat Nordrhein-Westfalen vertreten und fungiert dort als Vermittler im Hinblick auf die Verteilung der Landesmittel an die Mitglieder. Im Landesmusikrat NRW wirkt er in der Arbeitsgemeinschaft Laienmusik (AGL) mit. Über seinen Online-Auftritt macht er auf Konzerte, Veranstaltunge, Wettbewerbe und Stellenangebote aufmerksam.
Der Verband bietet seinen Mitgliedern Gruppenverträge für Versicherungen an, die mit den musikalischen Aktivitäten verbunden sind wie Instrumentenversicherung, Personenversicherung und Veranstalterhaftpflichtversicherung. Er bietet darüber hinaus Beratung in musikalischen Fragen und Hilfe bei der Genehmigung von Projekten und Veranstaltungen sowie bei der Vermittlung im Kontext des Bundesfreiwilligendienstes für Blasmusiker an.

## Jugendausbildung
Der BVN sieht seine primären Aufgaben in der Aus- und Weiterbildung der jungen Musiker seiner angeschlossenen Musikgruppen sowie der musikalischen Erziehung von Kindern und Jugendlichen im Allgemeinen. Dazu dienen Qualifikationsmaßnahmen, deren Maßstäbe sich auf das Ausbildungs- und Prüfungssystem des Bundes Deutscher Blasmusikverbände beziehen wie die halbjährliche Durchführung der D-Qualifikationsmaßnahmen D1 (Bronze) und D2 (Silber) zum Jungmusikerleistungsabzeichen (JMLA) sowie den ebenfalls halbjährlich durchgeführten Bildungsseminaren zur D-Qualifikationsmaßnahme. Des Weiteren werden Fortbildungsmaßnahmen für Instrumentaldozenten und Jugendleiter zur Vorbereitung auf die D-Qualifikationsmaßnahmen sowie zur Durchführung der Bildungsmaßnahme Junior auf Vereinsebene durchgeführt. Durchgeführt und finanziert werden außerdem Weiterbildungen an der Akademie des BDB in Staufen im Breisgau sowie an der Landesakademie in Heek zur professionelle Beratung und Unterstützung im Bereich musikalischer Früherziehung und zur Einrichtung und Durchführen von Bläserklassen angeboten.

## Orchester
Dem Verband betreibt das Landesbläserphilharmonie Nordrhein-Westfalen sowie das Orchester The Young Winds, welches 2012 ergänzend als Aus- und Weiterbildungsorchester mit leichteren Zugangsvoraussetzungen für junge Musiker in NRW gegründet wurde. Beide Orchester beteiligen sich an Wettbewerben.